# Nemlin Fax Clark
Hine Robert Nemlin Clarck alias Nemlin Fax Clark, né le 30 Septembre  1924 à Bêrêby (Département de Tabou) et mort le 19 Mars 1998 à Yamoussoukro, reste une figure emblématique du jazz ivoirien ,. Son parcours singulier et son héritage musical continuent d'influencer les générations actuelles,.

## Biographie
Nemlin Fax Clark, né le 30 Septembre 1924 à Tabou, reste une figure emblématique du jazz ivoirien, ayant marqué l'histoire de la musique dans son pays et au-delà. Il est mort le 19 Mars 1998, d'un kyste au cou mal traité,.

## Jeunesse et Débuts Artistiques
En 1946, Fax Clark embarque sur le mythique bateau "Aventure 46" aux côtés de personnalités marquantes telles que Mme Thérèse Houphouët-Boigny, Loua Diomandé, et Abdoulaye Sawadogo. Ce voyage marque le début d'une aventure artistique et culturelle qui allait façonner sa carrière,,,,.

## Ambassadeur du Jazz à Bruxelles
En 1954, il inscrit son nom dans l'histoire en devenant le premier Noir à ouvrir un bar à Bruxelles. "La Cabane Bambou," son établissement, devient rapidement un lieu emblématique entièrement dédié au jazz. Cette période marque le début de sa renommée en tant qu'ambassadeur du jazz ivoirien en Europe.

### Les Cocoblicos et l'Influence Manu Dibango
En 1956, Fax Clark recrute le légendaire Manu Dibango à Paris pour rejoindre son orchestre, "Les Cocoblicos." Cette collaboration marque un tournant majeur dans la carrière de Dibango et renforce la réputation de Clark en tant que découvreur de talents.

### Promotion de l'Akpôngbô et Chansons Mémorables
Fier de ses racines de l'Ouest ivoirien, Fax Clark promeut  l'Akpôngbô, un rythme agni. Sa musique, chantée principalement en "dioula," devient une expression vibrante de la richesse culturelle ivoirienne. Des titres mémorables tels que « Djarabi », « Whisky Soda », et « Findjougou » restent gravés dans la mémoire collective.

## Retour au Pays et Héritage Local
En 1960, Fax Clark rentre au pays et met son talent au service de divers clubs avant de s'installer durablement à "La Canne à Sucre" à l'avenue 5 rue 5. Il y fonde son propre club, le "Quartier Latin" à Adjamé, qui devient un lieu emblématique de la scène musicale ivoirienne.

### Un Adieu Mélodique
Fax Clark, également surnommé le Louis Armstrong ivoirien, a marqué plusieurs générations par son jeu de trompette incomparable. En 1998, il succombe d'un cancer, laissant derrière lui un héritage musical  qui continue d'inspirer et de célébrer la richesse du jazz ivoirien.

## Discographie
- Djarabi
- Whisky Soda
- Findjougou